# Paltalk
Paltalk, também conhecido como PaltalkScene ou PaltalkExpress, é um programa online para ser usado na internet em formato de bate-papo, conversas e amizade, no qual o usuário tem recursos de áudio, vídeo e texto, tudo ao mesmo tempo. A configuração mínima necessária recomendada é Windows 98, 300 MHz, 1 gigabyte de RAM e espaço de 50 megabytes. E a configuração de alta performance é Windows XP, Intel Pentium 4, 2 gigabytes de RAM, conexão banda larga de 2 MB, camera de vídeo webcam e som estéreo surrond sound integrado. O Paltalk é de propriedade da empresa americana AVM Software.